# The Lion King (soundtrack)
The Lion King: Original Motion Picture Soundtrack er det originale lydspor til Disneys animationsfilm fra 1994, Løvernes Konge. Det indeholder sange fra filmen skrevet af Elton John, Tim Rice og musik komponeret af Hans Zimmer. Elton John har en dobbelt rolle som performer for flere spor. Yderligere kunstnere omfatter Carmen Twillie, Jason Weaver, Rowan Atkinson, Whoopi Goldberg, Jeremy Irons, Cheech Marin, Jim Cummings, Nathan Lane, Ernie Sabella og Sally Dworsky. Albummet blev udgivet den 27. april 1994 på CD og lydkassette. Lydsporet blev optaget i tre forskellige lande: USA, Storbritannien og Sydafrika. Det er det bedst sælgende tonesporalbum til en animeret film i USA med over 7 millioner eksemplarer solgt. 